# Route nationale 21c
La route nationale 21c ou RN 21c était une route nationale française reliant Pierrefitte-Nestalas au Pont d'Espagne. À la suite de la réforme de 1972, elle a été déclassée en RD 920.

## Ancien tracé de Pierrefitte-Nestalas au Pont d'Espagne (D 920)
- Pierrefitte-Nestalas
- Cauterets
- Pont d'Espagne